# Erebia fritschi
Erebia fritschi är en fjärilsart som beskrevs av Charles Oberthür 1909. Erebia fritschi ingår i släktet Erebia och familjen praktfjärilar. Inga underarter finns listade i Catalogue of Life.